# Stade de la Beaujoire
Le stade de La Beaujoire - Louis Fonteneau (nom officiel) est le principal stade de la ville de Nantes. Il est situé dans le quartier Nantes Erdre (Beaujoire) juste en face du parc des expositions.
Érigée en 1984, cette enceinte est utilisée par le Football Club de Nantes, qui évolue en Ligue 1. Sa capacité est de 35 322 places, toutes assises.

## Histoire

### Le projet de Louis Fonteneau
Le stade de la Beaujoire remplaça l'ancien stade Marcel-Saupin, situé près du centre-ville, dont la faible capacité (27 000 places) et le confort sommaire ne répondaient plus aux besoins du ténor du football français qu'était alors le FC Nantes.
L'idée de construire un nouveau stade de football à Nantes sera lancée à la fin des années 1970 par le président du Football Club Nantes Atlantique, Louis Fonteneau. Celui-ci se battit avec acharnement pour mener à bien le projet, obtenant en particulier de la Fédération française de football et des pouvoirs publics de coupler la construction et le financement du nouveau stade à l'organisation par la France du Championnat d'Europe de football 1984.
La candidature de la France retenue et le principe du remplacement de Saupin adopté, la décision officielle fut prise le 25 novembre 1980 et entérinée par le conseil municipal de Nantes le 21 juin 1982.
Il fut décidé de l'implanter au nord-est de la ville, à l'emplacement de l'ancienne cité ouvrière de « La Baratte », laissée à l'abandon dès 1974, et qui logeait jusqu'alors une partie des salariés de l'usine des Batignolles toute proche.
Le projet choisi fut celui élaboré par le mandataire « les Chantiers Modernes », l'architecte Berdje Agopyan assisté du cabinet Architectes Ingénieurs Associés, et le bureau d'études CERA. Son coût fut évalué à 100 millions de francs dont près de 50 % subventionnés par l'État dans le cadre de l'Euro 84. La construction qui dura 16 mois, mobilisa jusqu'à 250 personnes en période de pleine activité et se déroula sans incident. Les travaux nécessitèrent le remblaiement de 150 000 tonnes de matériaux, puis 20 000 tonnes de béton furent coulés sur des fondations reposant sur 262 pieux. L'ensemble fut recouvert d'une charpente métallique de 2 000 tonnes.
Le stade fut livré dans les délais et Saupin fit ses adieux à l'élite le 28 avril 1984 pour un ultime match à domicile remporté 1-0 par Nantes face à son grand rival des années 1970, l'A.S. Saint-Étienne.

### Premières années
Inaugurée le 8 mai 1984 sous le nom de stade de La Beaujoire lors d'un match amical FC Nantes-Roumanie (0-1, but du Roumain Mircea Irimescu), l'enceinte offre alors 52 923 places assises et debout. L'esthétique, la facilité d'accès, et la visibilité qu'elle offre aux spectateurs font immédiatement l'unanimité, même si le dessin très ouvert du stade favorise son balayage par les vents qui s'avéreront vite une gêne notoire pour le public. La Beaujoire est immédiatement mise à contribution pour deux matchs de poules de l'Euro 84. En particulier, l'équipe de France y signe devant 51 359 spectateurs un succès mémorable face à la Belgique (5-0) sur le chemin de son premier grand titre.
Le premier match officiel du FC Nantes à La Beaujoire a lieu le 17 août 1984 face à Toulon (3-1). Devant 15 116 spectateurs et les Canaris s'installent sans encombre dans leur nouveau domicile. Louis Fonteneau peut enfin savourer son triomphe ; il recevra les visiteurs dans un stade digne de « son » club jusqu'à sa retraite en 1986 et son décès le 30 janvier 1989. Peu après, la ville de Nantes, propriétaire du stade, accepte la demande du club de donner à l'enceinte son nom actuel de stade de La Beaujoire - Louis Fonteneau.
Par la suite, le stade continue à accueillir les matchs à domicile du FC Nantes bien que celui-ci soit rentré dans le rang après les grandes heures des années 1973-83. En 1995, cependant, La Beaujoire vibre au premier titre national des Canaris en douze ans, puis accueille la saison suivante la mémorable demi-finale retour de Ligue des champions des Nantais face à la Juventus. Les Jaunes, vainqueurs 3-2, sont éliminés avec les honneurs après le 0-2 de l'aller.
En avril 1995, l'équipe de France fait son retour à La Beaujoire et y bat la Slovaquie (4-0) en éliminatoires de l'Euro 96.
Pendant cette période, La Beaujoire accueille également à l'occasion des matchs internationaux de rugby, notamment un célèbre France-Nouvelle-Zélande (16-3), le 15 novembre 1986,.
En juin 1997, la Beaujoire accueille une des rencontres du Tournoi de France (du 3 au 11 juin), sorte de répétition générale avant la Coupe du Monde 1998. Cette rencontre oppose l'Angleterre de David Beckham à l'Italie, le 4 juin 1997.

### La rénovation en 1998
Lors de la Coupe du monde 1998 organisée en France, La Beaujoire est retenue comme site d'accueil et bénéficie d'une importante remise à neuf. Ces travaux, portant sur 42,84 millions de francs, aboutissent à de nombreuses améliorations :
- installation de protection contre le vent après étude d'une maquette en soufflerie ;
- suppression des places debout par pose de 15 000 sièges, fixant la capacité totale à 38 285 places ;
- reprise des accès (amélioration de la répartition et augmentation du nombre) ;
- reprise de la surface de jeu ;
- complément d'éclairage ;
- modernisation de la sonorisation ;
- mise en place d'une surveillance vidéo ;
- sectorisation des tribunes (séparation en compartiments de sécurité) ;
- création de vingt loges supplémentaires ;
- pose d'un second panneau d'affichage lumineux et rénovation de l'existant.

Six matchs du tournoi s'y déroulent dont le quart de finale Brésil-Danemark :
- 13 juin 1998 : Espagne-Nigeria (2-3), 33 257 spectateurs ;
- 16 juin 1998 : Brésil-Maroc (3-0), 35 500 spectateurs ;
- 20 juin 1998 : Japon-Croatie (0-1), 35 500 spectateurs ;
- 23 juin 1998 : Chili-Cameroun (1-1), 35 500 spectateurs ;
- 25 juin 1998 : États-Unis-Yougoslavie (0-1), 35 500 spectateurs ;
- 3 juillet 1998 : Brésil-Danemark (1/4 finale, 3-2), 35 500 spectateurs.

### Après 1998
Lors de la saison 1998-1999, la direction du stade supprime les grillages qui entouraient le terrain - une modification qui accroît le confort visuel du public et rapproche les spectateurs de l'action.
En 2001, l'équipe de France s'y produit pour la troisième fois à l'occasion d'un match amical contre le Danemark (1-0, but de Robert Pires).
En septembre 2007, le stade accueille trois matchs de poule de la coupe du monde de Rugby : Pays de Galles - Canada le 9 septembre, Angleterre - Samoa le 22 septembre et Pays de Galles - Fidji le 29 septembre.
Le 17 octobre 2007, La Beaujoire accueille pour la quatrième fois les footballeurs tricolores pour leur match qualificatif de l'Euro 2008 face à la Lituanie (2-0). À cette occasion, Thierry Henry bat le record de Michel Platini et devient le meilleur buteur de l'histoire de l'équipe de France.
Après la relégation en Ligue 2 de Nantes en 2007, La Beaujoire quitte pour la première fois de son existence l'élite du football hexagonal.
À l'été 2008 des travaux de restructuration ont été menés pour une somme de 1,5 M€, alors que le nouveau président du FCN Waldemar Kita réclame la construction d'un nouveau stade, ou tout au moins une restructuration profonde de la Beaujoire. La capacité du stade pourrait être portée à 57 000 places.
Le 19 mars 2008, la Beaujoire accueille le dernier match des 8e de finale de la coupe de France : l'USJA Carquefou (CFA 2) joue face à l'Olympique de Marseille (alors 4e de Ligue 1). Le match est remporté 1 à 0 par l'USJA Carquefou. Un des exploits de la Coupe de France enregistré cette année-là.
Le 8 août 2010, un match caritatif au profit des victimes de la tempête Xynthia y oppose la sélection France 98 à une sélection de joueurs européens. 36 700 spectateurs assistent à ce match gagné 4 à 2 par France 98 permet de récolter 400 000 euros.
Pourtant pressentie pour faire partie des stades accueillant le Championnat d'Europe de football 2016, la municipalité préfèrera y renoncer, au vu des « exigences exorbitantes » du cahier des charges de l'UEFA.
Conséquence de la transformation de la communauté urbaine en métropole, le stade devient un équipement métropolitain le 1er janvier 2015.
En 2016, La Beaujoire accueille le match amical France-Cameroun (3-0) le 30 mai, à défaut d'accueillir des matchs de l'Euro 2016. Puis en 2019, elle accueille également un match amical contre la Bolivie (2-0).

### Projet de nouveau stade
En septembre 2017, la municipalité de Nantes et le groupe immobilier Réalités lancent un projet de nouveau stade à la Beaujoire baptisé « YelloPark ». Celui-ci, d'une capacité de 40 000 places, serait construit d'ici l'été 2022 sur l'emplacement du parking situé à l'ouest du stade actuel, qui sera alors démoli. Ce projet, chiffré à 200 millions d'euros entièrement financé par des fonds privés, couvrent l'aménagement du périmètre de 23 hectares englobant l'actuelle structure, sur lequel doivent être érigés entre 1 500 à 2 000 logements, des équipements tertiaires (bureaux et commerces), un complexe sport santé bien-être, une clinique du sport, une aire de restauration et une école. Un site internet consacré à ce sujet est créé, et la concertation publique doit débuter le 25 novembre 2017 pour s'achever le 15 mars 2018.
Le 12 janvier 2018, un duo d'architectes franco-américains est retenu pour réaliser la nouvelle enceinte, il s'agit des agences : HKS basée à Dallas (Texas) qui a conçu une dizaine de stades en Amérique du Nord, dont l'AT&T Stadium de Dallas, associé à l'agence parisienne ATSP (Atelier Tom Sheehan & Partners), qui a conduit notamment la dernière rénovation du Parc des Princes à Paris.
Fin mars 2018, HKS et ATSP dévoilent les premiers visuels du stade de 40 000 places (dont 7 000 pour le Kop) qui est doté d’un toit fixe et rétractable de 125 mètres de diamètre, ainsi que d’un écran à 360 degrés. Le stade projeté dispose aussi d'une terrasse panoramique, d'un musée consacré au FCN, de boutiques, de plusieurs bars, de salons séminaires, d’un vaste parvis pouvant accueillir des marchands ambulants, ainsi que d'une façade qui sera éclairée et animée les soirs de match, tandis que le parking principal est placé « dans le socle de l’enceinte » et non pas sous terre. Le stade est également pensé pour recevoir des rencontres de rugby et, ponctuellement, des spectacles et concerts.
Le 9 novembre 2018, Johanna Rolland annonce, lors d'une conférence de presse l'abandon du projet immobilier,, mais le maintien du nouveau stade, le stade actuel étant alors conservé pour d'autres usages sportifs.
Le 25 février 2019, le projet de YelloPark est enterré par Nantes Métropole et Johanna Rolland à la suite des soupçons de fraude fiscale planant sur Waldemar Kita. Le projet de rénovation initial de la Beaujoire pour accueillir la Coupe du monde de rugby en 2023 est donc remis à l’ordre du jour.

## Le stade en chiffres
- Largeur axe Nord-Sud : 230 mètres.
- Longueur axe Est-Ouest : 200 mètres.
- Hauteur maximum : 37 mètres.
- Distance entre le spectateur le plus éloigné, en tribune Jules-Verne, et la ligne de touche : 50 mètres.
- Délai de réalisation du stade, études et construction comprises (la pelouse avait été ensemencée et close, un an à l'avance) : 16 mois.
- Surface couverte : 14 000 mètres2.
- Terrain : 105 mètres × 68 mètres.
- Linéaire de gradins courants : 18 000 mètres.
- 600 stadiers et 80 secouristes par rencontre.
- Quantité de béton employée : 20 000 mètres3.
- Nombre de pieux pour les fondations : 262.
- Poids de la charpente métallique et des armatures : 2 000 tonnes.
- Capacité initiale : 52 923 places assises et debout.
- Capacité actuelle : 35 322 places assises.
- 2 écrans géants.
- Éclairage : 1 598 lux.
- Couleur des sièges : jaune et vert depuis 2017 (anciennement gris et bleu).
- Restaurant d'environ 100 places avec salons de séminaires

## Tribunes

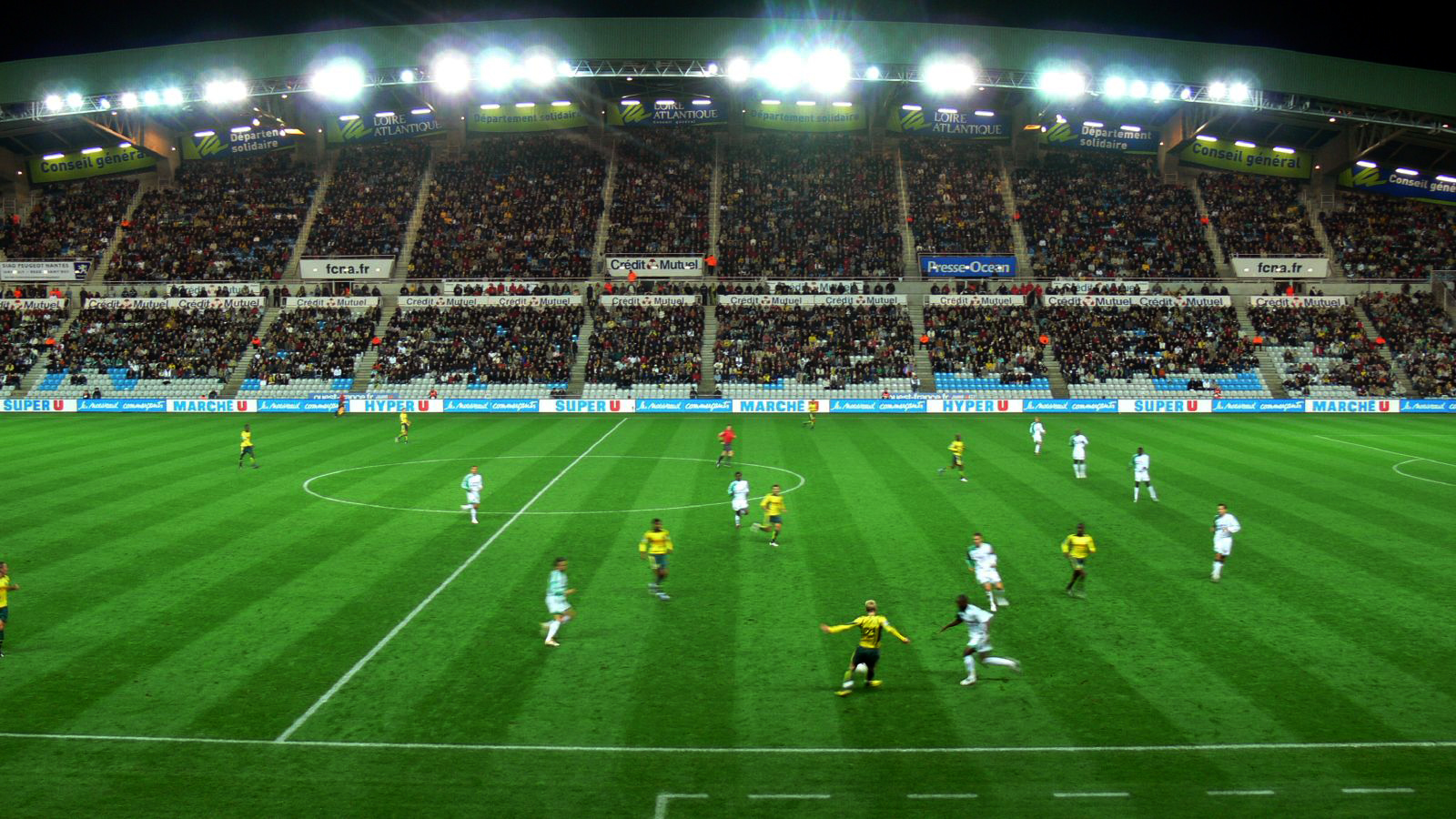
Les tribunes Océane Haut et Océane Bas vues depuis la tribune présidentielle.

En 2018, les places sont réparties de la façon suivante :
- Proginov Loire : 6 588 ;
- Artipôle Erdre : 6 148 ;
- Crédit Mutuel Océane haut : 5 274 ;
- Crédit Mutuel Océane bas : 3 883 ;
- Pays de la Loire Présidentielle : 4 531
- Jules Verne : 7 271
- Visiteurs : 1 514
- Plate-forme PMR (Personne à Mobilité Réduite) : 113.

La capacité totale du stade est de 35 322 places assises.

### Tribune Loire

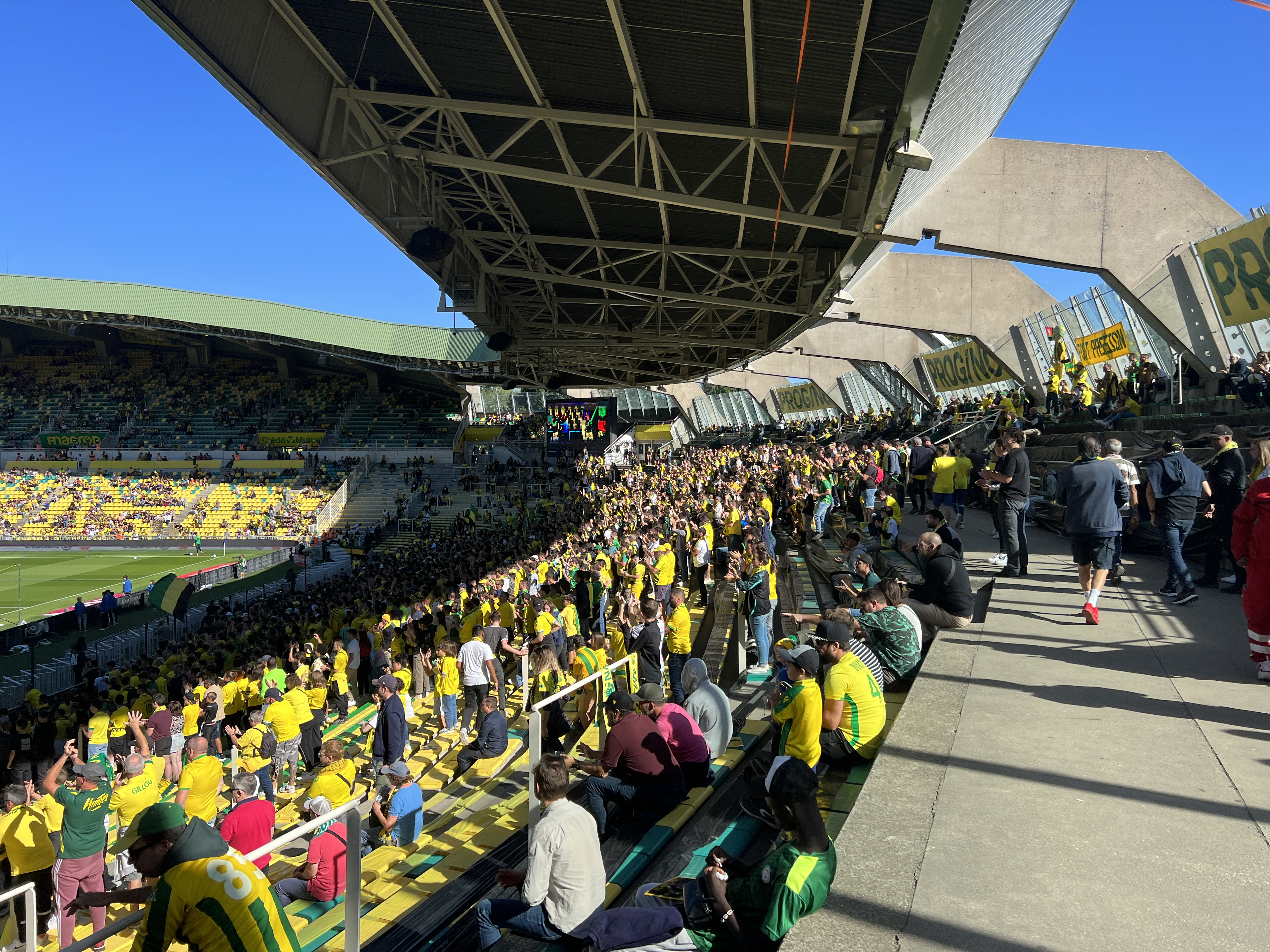
Tribune Loire.

Cette tribune est située derrière un des buts du Stade de la Beaujoire et est le fief des supporteurs nantais ou Kop dans le jargon footballistique. Différents groupes de supporteurs l'ont animée depuis l'inauguration du stade. Le premier fut les Loire-Side, créateurs du mouvement supporteurs à Nantes en 1985 et dissous en 1990 par la présidence du FC Nantes à la suite de l'incendie (usage de chlorate) d'une tribune à Caen. Les plus modérés des Loire-Side créèrent alors les Young Boys tandis que les plus radicaux fondèrent les Urban Service. Faute de relève et en manque de motivation, ces deux groupes disparurent en 1997/98. En janvier 1999, le premier groupe Ultra vit le jour à Nantes. Jusqu'alors, les groupes constitués étaient influencés par la manière nordique de supporter son club : la Brigade Loire rompit avec cet héritage en se tournant plutôt vers le modèle italien. Ce groupe qui compte aujourd'hui près de 300 membres est le seul actif à Nantes, mis à part l’autre groupe de supporters installé en tribune Erdre.

### Tribune Erdre
Depuis la saison 2004 - 2005, la tribune Erdre accueille son premier groupe de Fans : les Magic Canaris, qui tentent de faire monter l'ambiance et essaient de créer une sorte de rivalité bénéfique avec la tribune Loire en imaginant des chants qui se répondent par exemple. Malheureusement pour eux, l'accueil est plutôt froid et leur nombre réduit fait qu'ils sont vite déplacés sur le côté de la tribune alors qu'il s'étaient installés en plein milieu. Les Magic Canaris ont finalement annoncé leur dissolution à l'issue de la saison 2012/2013.
Depuis le début de la saison 2013/2014 (et la montée du FCN en Ligue 1), un nouveau groupe de supporters existe en tribune Erdre. Ce groupe porte le nom de « Passion Nantes Supp' Erdre », communément appelé le « kop Erdre », et essaie d'enflammer la tribune Erdre afin de créer un parallèle avec la tribune Loire. Il s'agrandit de plus en plus au fil des matchs. Le Kop de la tribune Erdre s'appelle désormais  « Activ Nantes Support ».

### Tribune Jules Verne
Tribune latérale surplombant la présidentielle, Jules-Verne a pour particularité d'avoir un taux de remplissage inférieur aux autres parties du stade ce qui est certainement dû à son relatif éloignement du terrain. Lors des matchs de Ligue 2, elle est la plupart du temps fermée au public qui se concentre sur les tribunes Océane, Loire, Erdre et Présidentielle.

### Tribune Océane
La Tribune Océane est l'une des tribunes latérales de l'enceinte. Elle est divisée en 2 parties : la haute et la basse. Ces deux parties réunies en font la tribune la plus importante du stade en termes de capacité. Elle fait face aux tribunes Jules Verne et Présidentielle à l'image desquelles elle concentre un public plutôt familial.

## Envahissements
La pelouse de la Beaujoire a été envahie plusieurs fois dans son histoire par les supporters du FC Nantes, euphoriques : 
- le 12 mai 2001 (lors du dernier titre de champion de France du FCN, face à Saint-Étienne),
- le 28 mai 2005 (lors du maintien in extremis à la dernière journée des Canaris, face à Metz)
- le 17 mai 2013 (face à Sedan lors de la remontée des Nantais en Ligue 1, après 4 ans passés en Ligue 2).
- Le 2 mars 2022 (face à Monaco lors de la qualification du FCN à la finale de la Coupe de France après tir au but réussi de Moses Simon).
- Le 5 avril 2023 (à la suite de la victoire 1-0 face à l'Olympique Lyonnais qualifiant Nantes pour la finale de la Coupe de France pour la deuxième année consécutive).
- Le 3 juin 2023 (à la suite de la victoire 1-0 contre Angers qui assure le maintien en Ligue 1 du club, combinée à la victoire du RC Lens à Auxerre).

Pour une tout autre raison, le stade sera également envahi le 19 mai 2007, lors du dernier match de la saison 2006-2007 à la Beaujoire (37e journée), par des supporters nantais manifestant leur colère de voir leur club descendre en division inférieure (Ligue 2). Le match en question, Nantes-Toulouse, sera interrompu à trois minutes de son terme.

## Utilisation

### Football

#### Compétitions internationales
- Championnat d'Europe de football 1984
- Coupe du monde de football de 1998
- Football aux Jeux olympiques d'été de 2024

#### Matchs internationaux
| Date             | Compétition                           | Équipe 1    | Équipe 2               | Score | Affluence |
| ---------------- | ------------------------------------- | ----------- | ---------------------- | ----- | --------- |
| 16 juin 1984     | Euro 1984 (1er tour)                  | France      | Belgique               | 5 - 0 | 51 359    |
| 20 juin 1984     | Euro 1984 (1er tour)                  | Portugal    | Roumanie               | 1 - 0 | 24 266    |
| 26 avril 1995    | Euro 1996 (éliminatoires)             | France      | Slovaquie              | 4 - 0 | 26 000    |
| 4 juin 1997      | Tournoi de France                     | Angleterre  | Italie                 | 2 - 0 | 25 000    |
| 13 juin 1998     | Coupe du monde 1998 (1er tour)        | Espagne     | Nigeria                | 2 - 3 | 33 257    |
| 16 juin 1998     | Coupe du monde 1998 (1er tour)        | Brésil      | Maroc                  | 3 - 0 | 35 500    |
| 20 juin 1998     | Coupe du monde 1998 (1er tour)        | Japon       | Croatie                | 0 - 1 | 35 500    |
| 23 juin 1998     | Coupe du monde 1998 (1er tour)        | Chili       | Cameroun               | 1 - 1 | 35 500    |
| 25 juin 1998     | Coupe du monde 1998 (1er tour)        | États-Unis  | Yougoslavie            | 0 - 1 | 35 500    |
| 3 juillet 1998   | Coupe du monde 1998 (Quart-de-finale) | Brésil      | Danemark               | 3 - 2 | 35 500    |
| 15 août 2001     | Match amical                          | France      | Danemark               | 1 - 0 | 37 548    |
| 17 octobre 2007  | Euro 2008 (éliminatoires)             | France      | Lituanie               | 2 - 0 | 34 650    |
| 10 novembre 2011 | Euro espoirs 2013 (éliminatoires)     | France      | Roumanie               | 3 - 0 | -         |
| 30 mai 2016      | Match amical                          | France      | Cameroun               | 3 - 2 | 37 200    |
| 2 juin 2019      | Match amical                          | France      | Bolivie                | 2 - 0 | 35 000    |
| 24 juillet 2024  | JO 2024 (Phase de groupe, hommes)     | Égypte      | République dominicaine | 0 - 0 | 20 000    |
| 25 juillet 2024  | JO 2024 (Phase de groupe, femmes)     | Espagne     | Japon                  | 2 - 1 |           |
| 27 juillet 2024  | JO 2024 (Phase de groupe, hommes)     | Ouzbékistan | Égypte                 | 0 - 1 |           |
| 28 juillet 2024  | JO 2024 (Phase de groupe, femmes)     | Espagne     | Nigeria                | 1 - 0 |           |
| 30 juillet 2024  | JO 2024 (Phase de groupe, hommes)     | Israël      | Japon                  | 0 - 1 |           |
| 31 juillet 2024  | JO 2024 (Phase de groupe, femmes)     | Japon       | Nigeria                | 3 - 1 |           |
| 31 juillet 2024  | JO 2024 (Phase de groupe, femmes)     | Japon       | Nigeria                | 3 - 1 |           |
| 3 août 2024      | JO 2024 (Quart de finale, femmes)     | France      | Brésil                 | 0 - 1 | 33 000    |
| 8 août 2024      | JO 2024 (Match 3e place, hommes)      | Égypte      | Maroc                  | 0 - 6 | 32 000    |

#### Équipe de France
| Liste des matchs de l'équipe de France de football disputés au stade de la Beaujoire | Liste des matchs de l'équipe de France de football disputés au stade de la Beaujoire | Liste des matchs de l'équipe de France de football disputés au stade de la Beaujoire | Liste des matchs de l'équipe de France de football disputés au stade de la Beaujoire | Liste des matchs de l'équipe de France de football disputés au stade de la Beaujoire | Liste des matchs de l'équipe de France de football disputés au stade de la Beaujoire | Liste des matchs de l'équipe de France de football disputés au stade de la Beaujoire |
| N°                                                                                   | Date                                                                                 | Match                                                                                | Score                                                                                | Compétition                                                                          | Affluence                                                                            |                                                                                      |
| ------------------------------------------------------------------------------------ | ------------------------------------------------------------------------------------ | ------------------------------------------------------------------------------------ | ------------------------------------------------------------------------------------ | ------------------------------------------------------------------------------------ | ------------------------------------------------------------------------------------ | ------------------------------------------------------------------------------------ |
| 1                                                                                    | 16 juin 1984                                                                         | France - Belgique                                                                    | 5-0                                                                                  | Euro 1984 (1er tour)                                                                 | 51 359                                                                               |                                                                                      |
| 2                                                                                    | 26 avril 1995                                                                        | France - Slovaquie                                                                   | 4-0                                                                                  | Éliminatoires de l'Euro 1996                                                         | 45 000                                                                               |                                                                                      |
| 3                                                                                    | 15 août 2001                                                                         | France - Danemark                                                                    | 1-0                                                                                  | Match amical                                                                         | 36 548                                                                               |                                                                                      |
| 4                                                                                    | 17 octobre 2007                                                                      | France - Lituanie                                                                    | 2-0                                                                                  | Éliminatoires de l'Euro 2008                                                         | 34 650                                                                               |                                                                                      |
| 5                                                                                    | 30 mai 2016                                                                          | France - Cameroun                                                                    | 3-2                                                                                  | Match amical                                                                         | 38 000                                                                               |                                                                                      |
| 6                                                                                    | 2 juin 2019                                                                          | France - Bolivie                                                                     | 2-0                                                                                  | Match amical                                                                         | 35 228                                                                               |                                                                                      |

#### Coupe de France
En tant que stade à vocation régionale, le stade accueille des matchs de coupe de France.
| Date            | Tour             | Équipe                  | Adversaire             | Score           | Affluence |
| --------------- | ---------------- | ----------------------- | ---------------------- | --------------- | --------- |
| 2 février 2008  | 16e de finale    | Le Poiré-sur-Vie Vendée | Paris Saint-Germain    | 1 - 3           | 28 114    |
| 19 mars 2008    | 8e de finale     | USJA Carquefou          | Olympique de Marseille | 1 - 0           | 36 883    |
| 16 avril 2008   | Quarts de finale | USJA Carquefou          | Paris Saint-Germain    | 0 - 1           | 36 045    |
| 22 janvier 2012 | 16e de finale    | Luçon VF                | Olympique lyonnais     | 0 - 2           | 19 255    |
| 27 février 2018 | Quarts de finale | Les Herbiers VF         | RC Lens                | 0 - 0 4 - 2 tab | 21 146    |
| 7 avril 2018    | Demi-finales     | Les Herbiers VF         | FC Chambly Oise        | 2 - 0           | 34 653    |

### Rugby
La France fut le pays organisateur de la Coupe du monde de rugby à XV 2007, le stade a donc accueilli des matchs du premier tour.
En outre le stade fut l'hôte également les demi-finales du Championnat de France de rugby à XV 2012-2013.
| Date              | Compétition                    | Équipe 1              | Équipe 2          | Score   | Affluence |
| ----------------- | ------------------------------ | --------------------- | ----------------- | ------- | --------- |
| 15 novembre 1986  | Test-match                     | France                | Nouvelle-Zélande  | 16 - 3  | 40 000    |
| 5 novembre 1988   | Test-match                     | France                | Argentine         | 29 - 9  | 23 000    |
| 3 novembre 1990   | Test-match                     | France                | Nouvelle-Zélande  | 3 - 24  | 26 578    |
| 14 novembre 1992  | Test-match                     | France                | Argentine         | 20 - 24 | 23 000    |
| 14 novembre 1998  | Test-match                     | France                | Argentine         | 34 - 14 | 30 000    |
| 12 novembre 2005  | Test-match                     | France                | Canada            | 50 - 6  | 35 702    |
| 9 septembre 2007  | Coupe du monde 1er tour        | Pays de Galles        | Canada            | 42 - 17 | 37 500    |
| 22 septembre 2007 | Coupe du monde 1er tour        | Angleterre            | Samoa             | 44 - 22 | 37 022    |
| 29 septembre 2007 | Coupe du monde 1er tour        | Pays de Galles        | Fidji             | 34 - 38 | 37 080    |
| 13 novembre 2010  | Test-match                     | France                | Fidji             | 34 - 12 | 35 717    |
| 12 janvier 2013   | 5e journée H-Cup 2012-2013     | Racing Métro 92       | Saracens          | 28 - 37 | 35 085    |
| 24 mai 2013       | Top 14 2012-2013 (Demi-finale) | RC Toulon             | Stade toulousain  | 24 - 9  | 36 000    |
| 25 mai 2013       | Top 14 2012-2013 (Demi-finale) | ASM Clermont Auvergne | Castres olympique | 9 - 25  | 36 242    |
| 7 décembre 2013   | 3e journée H-Cup 2013-2014     | Racing Métro 92       | Harlequins        | 8 - 32  | 29 395    |
| 19 août 2023      | Test-match                     | France                | Fidji             | 34 - 17 | 32 583    |
| 16 septembre 2023 | Coupe du monde 1er tour        | Irlande               | Tonga             | 59 - 16 | 31 673    |
| 30 septembre 2023 | Coupe du monde 1er tour        | Argentine             | Chili             | 59 - 5  | 33 963    |
| 7 octobre 2023    | Coupe du monde 1er tour        | Pays de Galles        | Géorgie           | 43 - 19 | 33 580    |
| 8 octobre 2023    | Coupe du monde 1er tour        | Japon                 | Argentine         | 27 - 39 | 33 624    |

### Concerts
En dehors du sport, le stade a également accueilli des événements musicaux :
- 23 juin 1987 : Genesis
- 10 juin 1988 : Pink Floyd
- 24 mai 1992 : Dire Straits
- 26 mai 1993 : U2
- 9 et 10 juillet 2003 : Johnny Hallyday
- 2004, 2005 et 2006 : Celtica
- 16 et 17 juin 2009 : Johnny Hallyday
- 7 juillet 2012 : Johnny Hallyday
- 9 et 10 juin 2023 : Mylène Farmer

## Accès
Le stade est accessible par le      1  , aux stations « Beaujoire » et « Ranzay ».
Il est également accessible avec les     C6  et   75  à l'arrêt « Batignolles », ainsi qu'avec les     23  et   80  à l'arrêt « Ranzay » ou par la ligne T1 du Tram-Train Nantes-Chateaubriant à la station Haluchère-Batignolles